# Lucinda Williams (Leichtathletin)
Lucinda Williams (* 10. August 1937 in Bloomingdale bei Savannah, Georgia, nach Heirat Adams) ist eine ehemalige US-amerikanische Leichtathletin und Olympiasiegerin 1960.
Nach ihrem High-School-Abschluss in Savannah wechselte sie an die Tennessee State University, wo sie in den nächsten Jahren studierte und trainierte.
Bei den Olympischen Spielen 1956 in Melbourne schied sie im Vorlauf über 100 Meter aus. 1957 und 1959 wurde sie Hallenmeisterin der AAU über 220 Yards, 1958 gewann sie auch den Freilufttitel. Sie siegte über 200 Meter und mit der 4-mal-100-Meter-Staffel beim ersten Länderkampf zwischen den USA und der Sowjetunion, der 1958 in Moskau stattfand. 1959 gewann sie bei den Panamerikanischen Spielen in Chicago beide Sprintdistanzen und die Staffel.
In Rom bei den Olympischen Spielen 1960 schied sie im Zwischenlauf über 200 Meter aus. Mit der US-amerikanischen 4-mal-100-Meter-Staffel gewann sie Gold. Die Besetzung Martha Hudson, Lucinda Williams, Barbara Jones und Wilma Rudolph stellte im Vorlauf mit 44,4 s einen neuen Weltrekord auf. Im Finale lief die Staffel 44,5 s und gewann mit drei Zehntelsekunden Vorsprung auf die deutsche Staffel. Die Staffel war sehr gut eingewechselt, da alle Sprinterinnen an der Tennessee State University trainierten.
Lucinda Williams hatte bei einer Körpergröße von 1,66 m ein Wettkampfgewicht von 51 kg.  